# NGC 3838
NGC 3838 ist eine Linsenförmige Galaxie vom Hubble-Typ S0/a im Großen Bär am Nordsternhimmel. Sie ist schätzungsweise 62 Millionen Lichtjahre von der Milchstraße entfernt und hat einen Durchmesser von etwa 25.000 Lichtjahren. Sie bildet gemeinsam mit PGC 36585 ein gravitativ gebundenes Galaxienpaar und gilt als Mitglied der NGC 3795-Gruppe (LGG 244). 

Das Objekt wurde am 18. März 1790 von Wilhelm Herschel entdeckt.